# Монастырь Бешеново
Монастырь Бешеново (серб. Манастир Бешеново) — мужской монастырь Сремской епархии Сербской православной церкви, один из 16-ти Фрушкогорских монастырей (Воеводина). Разрушен при бомбардировке в 1944 году. Возрождён в 2013 году и заново отстроен. От бывшего монастыря сохранился прнявор (село при монастыре), который сегодня является отдельным поселением Бешеновачки-Прнявор.

## История
Предание связывает основание монастыря с именем короля Стефана Драгутина († 1316).
Кафоликон (крестообразное в плане строение, с нартексом и колокольней), посвящённый архангелам Михаилу и Гавриилу, был расписан в 1467 году. В колокольне находился придел святых Кирика и Иулиты, чьи мощи хранились в монастыре.
В 1770 году иконостас был дополнен работами русского живописца Василия Романовича. В 1907—1909 годы иконостас заменен новыми иконами сербского художника Стевана Алексича.

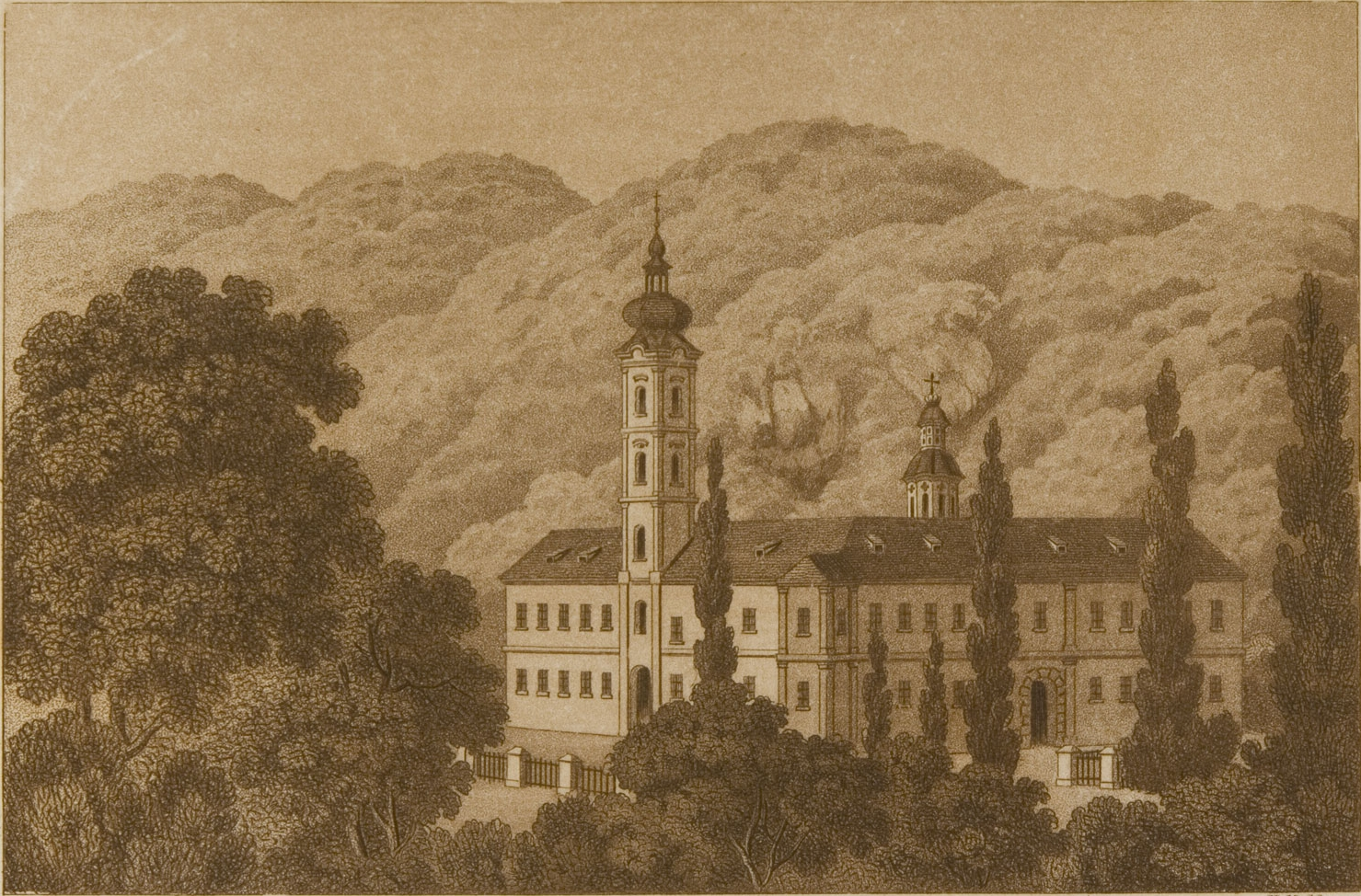
Монастырь на гравюре 1861 года

В период Второй мировой войны монастырь Бешеново, как и другие Фрушскогорские монастыри, был ограблен усташами, которые, собрав все мощи из разных монастырей, свалили их на пол этого монастыря, а дорогие ковчеги отвезли в Хорватию. В 1944 году Монастырь Бешеново был уничтожен во время бомбардировки немецкой авиацией. После войны всё сохранившееся имущество было экспроприировано. Отдельные иконы находятся в Музее церковного искусства в Сремской Митровице. Рукописи из ризницы монастыря, в том числе иллюминированные, хранятся в Музее Сербской православной церкви в Белграде.

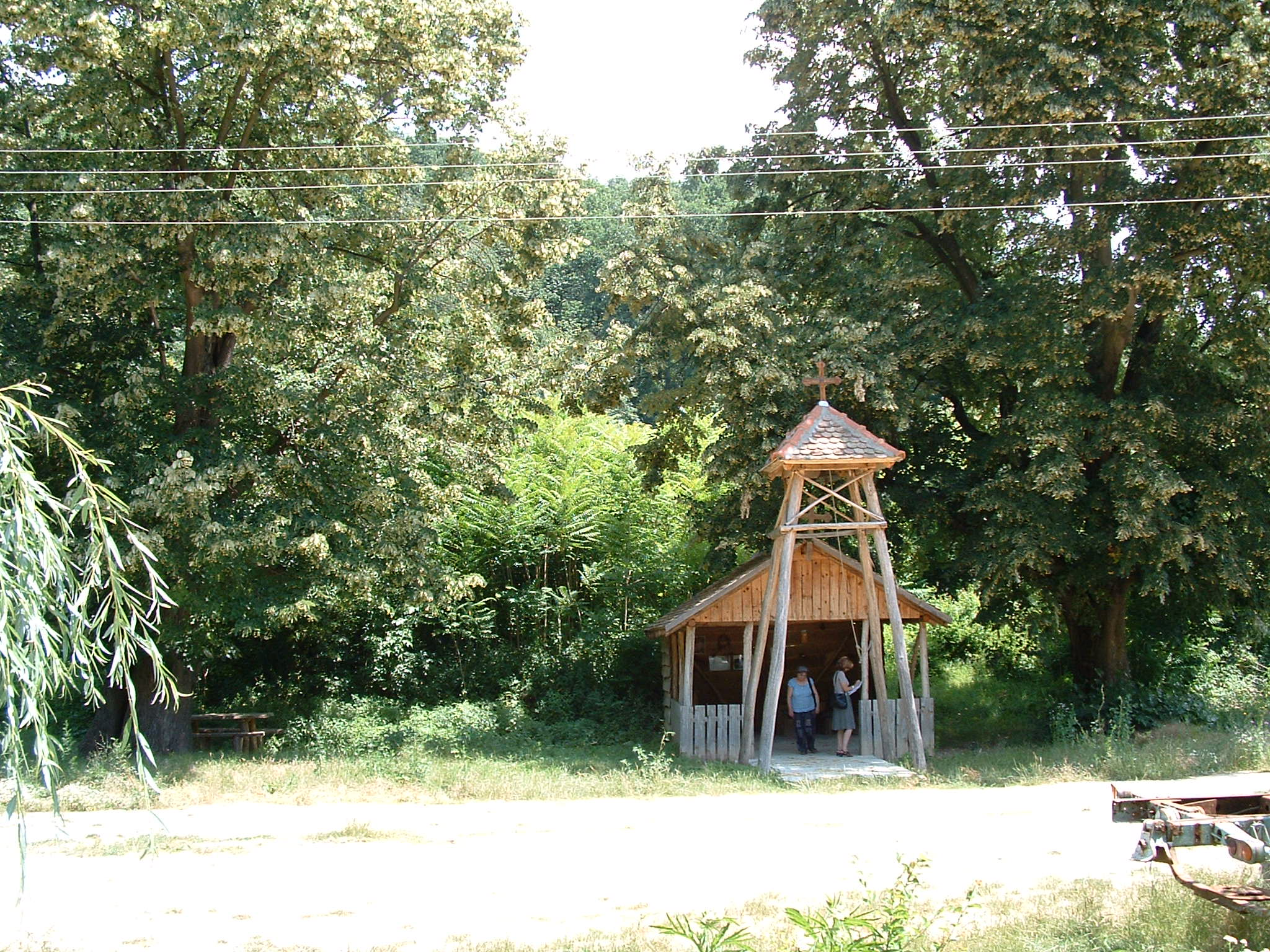

Монастырь при коммунистах не восстанавливался. А после войны у монастыря была отобрана и вся земля, которая ему принадлежала. До 2013 года это была скорее местность, чем монастырь. Была возведена деревянная колокольня и объявлено о начале работы по восстановлению этого наиболее сильно пострадавшего Фрушкогорского монастыря.
Восстановление началось лишь в 2013 году. Архимандрит Арсений (Матич), назначенный настоятелем разрушенного монастыря, так описал увиденное: «То, что я увидел, было ужасно: все могилы были практически уничтожены, так что можно было наблюдать буквально, как останки когда-то захороненных здесь монахов поливают дожди и опаляет солнце. По благословению епископа, я занялся приведением в порядок кладбища, и, слава Богу, реставрация на этом не закончилась».
21 апреля 2013 года, в маленькой деревянной часовне на месте разрушенной церкви спустя 69 лет запустения, снова совершилась Литургия Василия Великого. Средства на восстановление Бешеново собирали «всем миром». Копание фундамента для новой монастырской церкви и строительные работы начались в сентябре того же года. Был заново возведён монастырский храм. 10 июля 2015 года на него был установлен крест.